# Matías Vicedo
Matías Rodrigo Vicedo (Salta, 5 de marzo de 1994) es un futbolista argentino. Juega como delantero en San Martín de Formosa del Torneo Federal A.

## Trayectoria

### Inicios en Juventud Antoniana
Vicedo fue formado en Juventud Antoniana, debutando en el primer equipo en 2011, a sus 17 años.

### García Agreda
En 2014 decidió emigrar a Bolivia para jugar en García Agreda de la Asociación Tarijeña de Fútbol. Siendo el goleador del torneo al siguiente año.

### Aurora
En 2017 es fichado por Aurora, club que había descendido de la Primera División de Bolivia en 2014. Vicedo fue fundamental para que El Equipo del Pueblo retorne a la máxima categoría del país, siendo, además del goleador de la Copa Simón Bolívar, el autor del gol del triunfo en la final ante Destroyers

### Always Ready
Ese mismo año es cedido al Club Always Ready, con el que jugaría la Copa Simón Bolívar 2017, en dónde su equipo sería eliminado en la Primera fase.

### Villa San Antonio
El siguiente año, reforzaría a Villa San Antonio, con el que jugó en el torneo Federal B.

### Retorno al Aurora
A mediados de 2018 se anunciaba su retorno a Aurora, luego de un año de ausencia. Hizo su debut en la Primera División el 29 de julio, por la tercera jornada del torneo clausura, en la derrota 0-3 ante el Club Bolívar y convirtió su primer gol el 2 de agosto ante San José la fecha siguiente.
En octubre fue desvinculado del primer equipo, luego de llegar  en estado inconveniente a las prácticas del equipo.

## Clubes
| Club                   | País      | Año         |
| ---------------------- | --------- | ----------- |
| Juventud Antoniana     | Argentina | 2011 - 2013 |
| García Agreda          | Bolivia   | 2014 - 2016 |
| Aurora                 | Bolivia   | 2016 - 2017 |
| Always Ready           | Bolivia   | 2017        |
| Villa San Antonio      | Argentina | 2018        |
| Club Unión Huaytiquina | Argentina | 2018        |
| Aurora                 | Bolivia   | 2018        |
| Villa San Antonio      | Argentina | 2019        |
| Juventud Antoniana     | Argentina | 2019 - 2020 |
| Real Tomayapo          | Bolivia   | 2020        |
| Juventud Antoniana     | Argentina | 2021        |
| FATIC                  | Bolivia   | 2021        |
| Deportivo La Merced    | Argentina | 2021        |
| Juventud Antoniana     | Argentina | 2022        |
| Villa San Antonio      | Argentina | 2022        |
| Sur-Car                | Bolivia   | 2023        |
| Real Potosí            | Bolivia   | 2023        |
| Juventud Antoniana     | Argentina | 2024        |
| Mitre de Salta         | Argentina | 2024        |
| San Martín (F)         | Argentina | 2025 - Act. |

## Palmarés

### Títulos nacionales
| Título             | Club          | País    | Año     |
| ------------------ | ------------- | ------- | ------- |
| Copa Simón Bolívar | Aurora        | Bolivia | 2016-17 |
| Copa Simón Bolívar | Real Tomayapo | Bolivia | 2020    |

### Distinciones individuales
| Distinción                                                    | Club          | Año             |
| ------------------------------------------------------------- | ------------- | --------------- |
| Máximo goleador de la Asociación Tarijeña de Fútbol(22 goles) | García Agreda | 2015-16         |
| Máximo goleador de la Copa Simón Bolívar (10 goles)           | Aurora        | 2016-17         |
| Máximo goleador de la Primera "A" (AFO) (11 goles)            | Sur-Car       | Adecuación 2023 |